# Cantó de Domène
El cantó de Domène  era una divisió administrativa francesa del departament de la Isèra, situat al districte de Grenoble. Comptava amb 12 municipis i el cap era Domène. Va desaparèixer el 2015.

## Municipis
- La Combe-de-Lancey
- Domène
- Laval
- Murianette
- Revel
- Sainte-Agnès
- Saint-Jean-le-Vieux
- Saint-Martin-d'Uriage
- Saint-Mury-Monteymond
- Le Versoud
- Villard-Bonnot
- Chamrousse

| Data d'elecció                           | Identitat     | Partit           | Qualitat |
| ---------------------------------------- | ------------- | ---------------- | -------- |
| 1945-1976                                | René Boeuf    | PCF              |          |
| 1976-1982                                | M. Miguet     | PCF              |          |
| 1982-1990                                | Maurice Savin | UDF              |          |
| 1990-2011                                | Michel Savin  | UDF, després UMP |          |
| 2011-2015                                | Aimée Gros    | Divers droite    |          |
| les dades anteriors no són pas conegudes |               |                  |          |